# ReBoot
ReBoot è una serie televisiva animata canadese del 1994, creata da Gavin Blair, Ian Pearson, Phil Mitchell e John Grace.
La serie è stata trasmessa per la prima volta in Canada su YTV dal 10 settembre 1994 al 25 novembre 2001, per un totale di 48 episodi ripartiti su quattro stagioni. In Italia è stata trasmessa da Rai 1, all'interno di Solletico, dal 1999.
A partire dal 2013 è iniziata la produzione del sequel ReBoot: The Guardian Code, che ha debuttato su Netflix il 30 marzo 2018.

## Episodi
| Stagione         | Episodi | Prima TV USA | Prima TV Italia |
| ---------------- | ------- | ------------ | --------------- |
| Prima stagione   | 13      | 1994-1995    | 1999            |
| Seconda stagione | 10      | 1995-1996    | inedita         |
| Terza stagione   | 16      | 1997-1998    | inedita         |
| Quarta stagione  | 8       | 2001         | inedita         |

## Personaggi e doppiatori
- Bob, voce originale di Michael Benyaer (st. 1-2, 4) e Ian James Corlett (st. 3-4), italiana di Mauro Gravina.
- Phong, voce originale di Michael Donovan, italiana di Giorgio Lopez.
- Dot Matrix, voce originale di Kathleen Barr, italiana di Barbara De Bortoli.
- Enzo Matrix, voce originale di Jesse Moss (st. 1), Matthew Sinclair (st. 1-2), Christopher Gray (st. 3) e Danny McKinnon (st. 4), italiana di Ilaria Latini.
- Frisket.
- AndrAIa, voce originale di Andrea Libman (giovane) e Sharon Alexander (adulta).
- Megabyte / Gigabyte, voce originale di Tony Jay (Megabyte) e Blu Mankuma (Gigabyte), italiana di Paolo Poiret (Megabyte).
- Esadecimale (in originale: Hexadecimal), voce originale di Shirley Millner.
- Mouse, voce originale di Stevie Vallance.
- Hack e Slash, voci originali di Phil Hayes (st. 1-2, Hack), Scott McNeil (st. 2-4, Hack) e Garry Chalk (Slash), italiane di Roberto Stocchi (Hack).
- Ray Tracer, voce originale di Donal Gibson.
- Mike la TV, voce originale di Michael Donovan.